# Helmut Horn

Helmut Horn (2010)

Helmut Horn (* 15. Januar 1955 in München, Bayern) ist ein deutscher Motorjournalist und Fachbuchautor. Er beschäftigt sich in diesem Bereich vorwiegend mit technischen Themen, Tuning und Fahrwerksoptimierung und historischen Fahrzeugen.

## Leben
Nach Abbruch eines Hochschulstudiums in München gründete er 1977 ein Kfz-Handelsunternehmen, das sich bis Mitte der 1980er Jahre zum Tuning-Betrieb entwickelte.
Seine journalistische Tätigkeit begann mit selbst gestalteten Katalogen. Auf diese wurden die Verantwortlichen der Zeitschriften  Hot Car Magazin und  Chrom und Flammen aufmerksam. Ende der 1980er Jahre wurde Helmut Horn Chefredakteur der Zeitschrift VW Scene, die er bis 1998 betreute. Von 1999 an bis 2006 war er Chefredakteur für die Zeitschriften VW WOB und Sound Off.
Im Rahmen seiner Arbeit für markenspezifische Tuning-Magazine begleitet Helmut Horn das GTI-Treffen vom Wörthersee ("das Woodstock der VW-Fans") in Reifnitz seit 1989. Er prägte den Begriff Wörtherseetour.
Horn betreibt unter tuning.de ein Portal. Darüber hinaus wirkt er aktuell an verschiedenen Publikationen wie Auto Bild Tuning mit.

## Publikationen
- Das GTI-Treffen in Reifnitz / Maria Wörth. Die ersten dreißig Jahre. Verlag Helmut Horn, München, 1. Auflage 2011, ISBN 978-3-928593-10-6.
- Käfer Tuning mit Hand und Fuß. Band 1, Boden-Gruppentherapie. Verlag Helmut Horn, München, 3. Auflage 2012, ISBN 978-3-928593-00-7.
- Sonderheft Wörthersee Tour 2010, Exklusiv Edition. Verlag Zimmermann, Unterschleißheim, 2010. Sonderdruck für die Gemeinde Reifnitz/Maria Wörth.
- (mit Decker, Theo): Käfer-Träume. Band IV, Faszination der Käfer-Stars aus aller Welt. ACB Verlag, Heiligenhaus, 1998, ISBN 3-9804498-5-8.